# John Adams (strzelec)
John B. Adams – amerykański strzelec, mistrz świata.
Adams raz stanął na podium mistrzostw świata. Dokonał tego na zawodach w 1937 roku, podczas których został drużynowym złotym medalistą w karabinie małokalibrowym leżąc z 50 m (skład drużyny: John Adams, David Carlson, William Schweitzer, Catherine Woodring, William Woodring). Uzyskał najsłabszy rezultat w pięcioosobowym zespole amerykańskim.

## Medale mistrzostw świata
Opracowano na podstawie materiałów źródłowych:
| Mistrzostwa   | Konkurencja                                  | Wynik                             | Miejsce |
| ------------- | -------------------------------------------- | --------------------------------- | ------- |
| Helsinki 1937 | Karabin małokalibrowy leżąc, 50 m, drużynowo | 1957 pkt. (druż.) 384 pkt. (ind.) |         |